# Timimi

Timimi eller At Timimi (arabisk: التميمي) eller Tmimi er en lille by i Libyen omkring 75 km øst for Derna og 100 km vest for Tobruk. Den ligger på østkysten af Libyens kystlinje ud til Middelhavet.

## Geografi
På grund af at grundvandet er salt har det altid været et sted uden stor betydning og byens befolkningstal i 2006 var 4,667. Byens situation forbedredes efter at vejen mellem Charruba og Timimi blev asfalteret mellem 1975 og 1985. Den ligger nu i krydset mellem Charruba–Timimi vejen og Derna-Tobruk vejen.

## Historie
Den græske historiker Herodot skriver at Cyrene blev grundlagt i midten af det 7. århundrede f.Kr. da en gruppe græske immigranter fra Thera gik i land i bugten ved Bomba og blev der i årevis. Derpå flyttede de til Cyrene og grundlagde den. Ifølge en gammel myte flyttede Battus efter råd fra Gud til Libyen, gik i land ved Timimi-bugten (den samme som Bomba-bugten) og derpå flyttede vestpå og grundlagde Cyrene.
Inden Libyen blev erobret af muslimske styrker i 642 blev Timimi kaldt Palivros.
Den 21. januar 1942, under 2. verdenskrig førte den tyske general Erwin Rommel sin Panzer Armee Afrika gennem Cyrenaica, og hans tropper nåede til Timimi den 3. februar 1942 og gjorde holdt. Hæren blev der indtil den 26. maj 1942, hvor den indledte slaget ved Gazala.